# Ловере
Ло̀вере (на италиански: Lovere; на ломбардски: Lòer, Лоер) е градче и община в Северна Италия, провинция Бергамо, регион Ломбардия. Разположено е на 208 m надморска височина, на северозападния бряг на езеро Изео. Населението на общината е 5194 души (към 2017 г.).